# Araara Island
Araara Island ist eine Insel an der Ostküste der Region Northland im Norden der Nordinsel von Neuseeland.

## Geographie
Araara Island ist die westlichste Insel der Inselgruppe der Marotere Islands, die zusammen mit der südlich befindlichen Insel Taranga Island zur Inselgruppe der Hen and Chickens Islands gehört. Die Insel befindet sich rund 11 km ostsüdöstlich von Bream Head, der rund 24 km südöstlich von Whangārei an der Ostküste der Region Northland zu finden ist. Die Insel verfügt über eine Fläche von 1,8 Hektar und dehnt sich über eine Länge von rund 250 m in Nord-Süd-Richtung aus. An der breitesten Stelle misst die Insel rund 120 m in Ost-West-Richtung. Araara Island besitzt eine maximale Höhe von 63 m.
Als einzige in unmittelbarer Nachbarschaft von Araara Island ist die in einem Abstand von nur 40 m in nördlicher Richtung befindliche Insel Mauitaha Island anzusehen. Der Abstand zur größten Insel der Gruppe, Lady Alice Island, die ostnordöstlich von Araara Island zu finden ist, beträgt 1,57 km.

## Geologie
Die Insel stellt zusammen mit ihren Nachbarinseln den nördlichen Überrest eines Schichtvulkans aus dem Miozän dar, zu dem ebenfalls Bream Head sowie Taranga Island und die kleine Insel Sail Rock gehören. Die Form der Insel wurde vermutlich vor der letzten Eiszeit durch subaerische Erosion gebildet.